# أنو 1503
أنو 1503 (بالإنجليزية: Anno 1503)‏ هي لعبة فيديو من نوع إستراتيجية الوقت الحقيقي، صدرت في 4 أبريل 2003، وهي متوفرة على أجهزة ويندوز.

## وصلات خارجية
- أنو 1503 على موقع IMDb (الإنجليزية)

- الموقع الرسمي